# Хартман фон Ауе
Хартман фон Ауе (на немски: Hartmann von Aue) (ок.1168-ок.1210) е сред първите по значение немски рицари-минезингери.

## Живот
За живота на Хартман се знае малко. Посещава манастирското училище в Райхенау, където получава добро образование и познания по латински език, нещо необичайно за рицарите от онова време. По собствените му сведения става слуга и доверено лице на благородник от Швабия.

## Творби
Първата поетическа творба на Хартман фон Ауе е една жалбена „Книжица“ (ок.1180), в която душата и тялото водят диалог за чувствата – тук по френски маниер се представя рицарското схващане за любовта и страданието. С ранния си епос „Ерек“ (ок.1185) Хартман фон Ауе става първосъздател на немския дворцов роман в стихове. Възгледите на поета за моралното „престъпление и наказание“, за житейската „вина и изкупление“ намират израз в поетическата легенда „Грегориус или Добрият грешник“ (ок.1187).
През 1189 – 1191 г. Хартман участва в Третия кръстоносен поход на Фридрих Барбароса и става автор на пропити от религиозна мистика кръстоносни песни. Около 1195 г. създава най-прочутата си творба – новелата в стихове „Бедният Хайнрих“ и на двадесет и седем годишна възраст получава рицарско звание.
Шедьовърът на Хартман, романът в стихове „Ивайн“ (ок.1200) с общо 18 000 стиха, се основава на келтската легенда за Крал Артур и следва образеца на френския куртоазен поет Кретиен дьо Троа.

## Признание
Хартман фон Ауе е смятан за един от най-проникновените описатели на рицарската етика в Германия. Творбите му се отличават с ясен, изискан език, с голяма мощ на изображението и съвършено овладени поетически средства. Легендата му за папа Григорий става първообраз на романа „Избраникът“ (1951) от Томас Ман.
Коя жена изпраща свиден мъж
Коя жена изпраща свиден мъж

на кръстоносен поход с гордо чело?

Награда заслужава неведнъж,

щом в своя дом така постъпва смело,

но също име най-благопристойно.

Измоли ли за двамата пощада,

за двамата ще тръгне той достойно.

ок. 1188